# Et slot i et slot
Et slot i et slot er en film instrueret af Carl Th. Dreyer efter eget manuskript.

## Handling
Kronborg rummer inde i sine mure store dele af et andet og ældre slot, Krogen, som er bygget af Erik af Pommern omkring 1420. På grundlag af fund og afdækninger ved Kronborgs restaurering i årene 1926-35 har man været i stand til at danne sig et billede af, hvordan Krogen har set ud. Dette viser filmen ved hjælp af rekonstruktionsmodeller. De to slottes grundplan dækker hinanden fuldstændig, idet Kronborg er bygget over Krogen, og derfor kan man endnu i dag på Kronborg se afdækkede dele af mure, vinduer og rum fra det gamle slot, Krogen.